# Edvard Mårtensson
Mårten Edvard Mårtensson (i riksdagen kallad Mårtensson i Smedstorp), född 15 december 1892 i Östra Tommarp, död 20 augusti 1954 i Smedstorps  församling, var en svensk lantbrukare och politiker (folkpartist).
Edvard Mårtensson var lantbrukare i Tjustorp i Smedstorps landskommun, där han också var kommunalt verksam och var aktiv i den lokala bonderörelsen. Han var även fullmäktigeledamot i Kristianstads läns landsting 1943-1953.
Han var riksdagsledamot i andra kammaren för Kristianstads läns valkrets från 1949 till sin död 1954. I riksdagen var han hela tiden suppleant i jordbruksutskottet. Han engagerade sig främst i jordbruksfrågor.